# Philipp Soldan

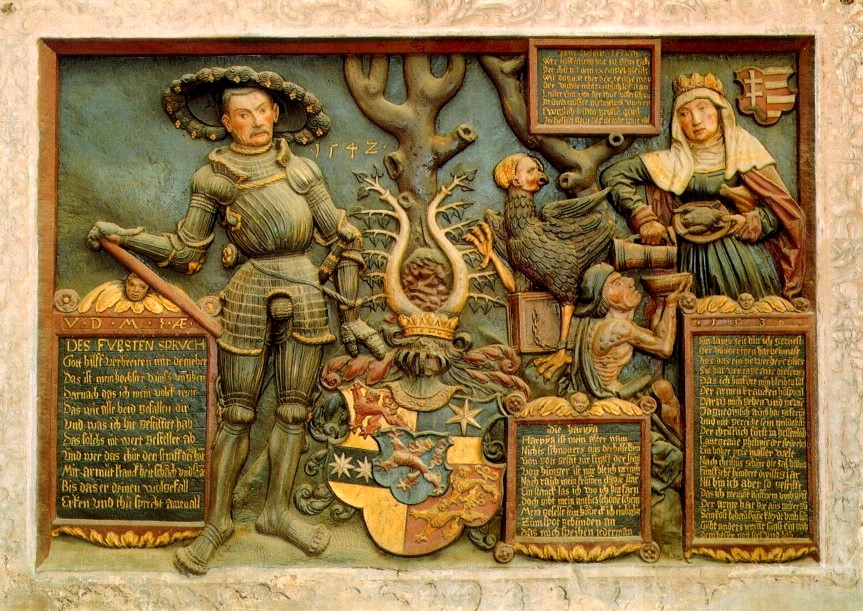
Philippstein in Kloster Haina von Philipp Soldan, 1542

Philipp Soldan (* 1500 in Frankenberg (Eder); † nach  1569) war ein hessischer spätgotischer Steinmetz, Holzschnitzer, Formschneider für  Eisengussplatten, Baumeister und Maler.

## Leben
Soldan wuchs in Frankenberg auf, arbeitete zunächst dort und kehrte auch immer wieder zeitweise nach Frankenberg zurück. Er war ausschließlich in Hessen künstlerisch tätig. Als Künstler wurde er angeregt von Albrecht Dürer, Hans Sebald Beham, Peter Flötner, Lucas Cranach d. Ä. und Heinrich Aldegrever, deren Werke er zumindest durch Reproduktionen kannte. Er blieb unbeeinflusst vom gotischen Stil des älteren, ihm nahestehenden Künstlers Ludwig Juppe und nahm den für seine Zeit neuen Stilgedanken der Renaissance auf. Soldans Werk steht am stilistischen Übergang von der Gotik zur Renaissance. Sein künstlerisches Selbstbewusstsein wird ausgedrückt durch sein Monogrammieren oder Signieren verschiedenster Arbeiten, beispielsweise bei der Eisengussplatte mit der Gleichnisdarstellung des Reichen Mannes und Lazarus in der Martinskirche in Bingen am Rhein: Philips Soldan Formeschnider zum Frankenberg. Eine Arbeit gleichen Themas im Burgmuseum Altena i. W. signierte er mit Philips Soldan Formesc… in Hess.
Erstmals wurde Philipp Soldan urkundlich 1542 in einer Baurechnung der Stadt Marburg (Lahn) erwähnt, in der es heißt: „Item Meister philipps Soldan hait den yesern ofen gesetzt und gewehrt vermoge des gedungts und mit ysern done angestrichen. Ime geben einen thailer“….

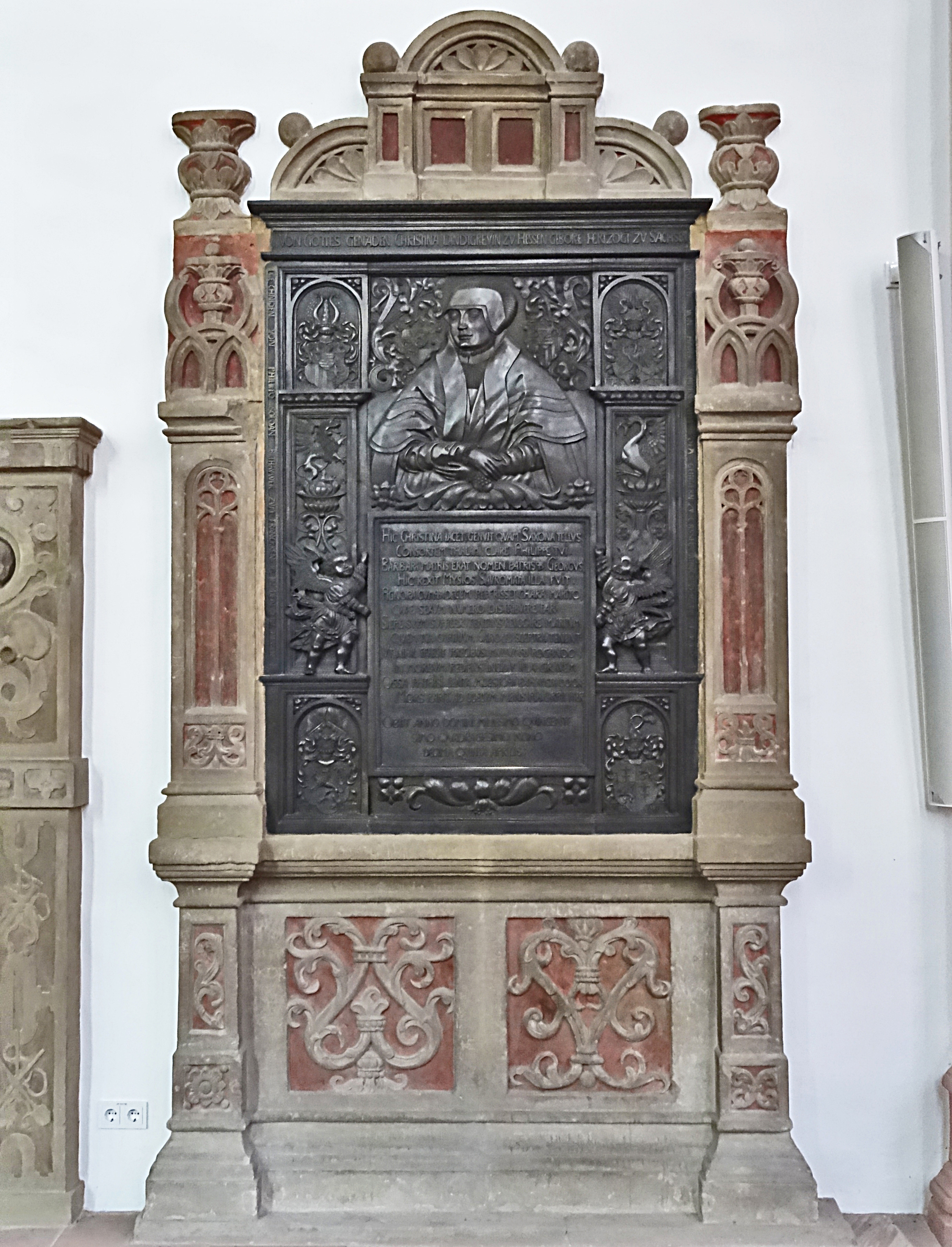
Landgräfin Christine von Hessen

Einzig erhaltene Bronzeskulptur ist das 1550 gegossene Grabmal der Landgräfin Christine von Hessen, erste Ehefrau von Philipp dem Großmütigen, in der Martinskirche in Kassel.
1556 wurde er in den Rechnungen der Eisenhütten des Klosters Haina an Lipsen zum Frenkenpergk erwähnt: 7 fl.4 alb. für das bildwerk vom jungsten gericht geschnitten und sonsten von zwei Bilde eins genannt Julius Cesar, das ander Carolus Magnus.
Philipp Soldan belieferte zudem die hessischen Eisenhütten mit seinen kraftvollen Holzmodellen. Diese Holzformen, die vom Formschneider geschnitzt wurden, waren Ausgangspunkt für den Eisenguss. Er gestaltete hiermit auch die Vorlagen für kunstvoll gegossene gusseiserne Eisenplatten. Er arbeitete auch eng zusammen mit den waldeckischen Eisenhütten, die in der Zusammenarbeit mit dem Former, Ofengießer und Hüttenmeister Kurt Scharf aus Usseln ihren Ausdruck fanden.
Als Steinmetz in Kloster Haina war er zunächst an Auftragsarbeiten gebunden und fertigte darüber hinaus Portale, Wappen und Grabplatten. So wird ihm die Gestaltung  des Sieben-Stationen-Kreuzweg in der Stadtkirche St. Marien (Homberg) zugeschrieben. Als Holzschneider gestaltete er Figuren und Balkenköpfe. Malerische Werke gibt es nur im Kreisheimatmuseum zu Frankenberg. Nach 1569 war er durch sein Schaffen nicht mehr nachweisbar und ist vermutlich kurz danach verstorben.

## Schüler
Seine Schüler waren unter anderem Heinrich Bunsen aus Adorf, Jost Luppold aus Treysa, Conrad Luckeln aus Korbach und Jost Schilling aus Immighausen.

## Würdigung
2018 gab sich die Stadt Frankenberg die Zusatzbezeichnung Philipp-Soldan-Stadt, hier ist auch eine Straße nach ihm benannt.

## Werke

### Holz

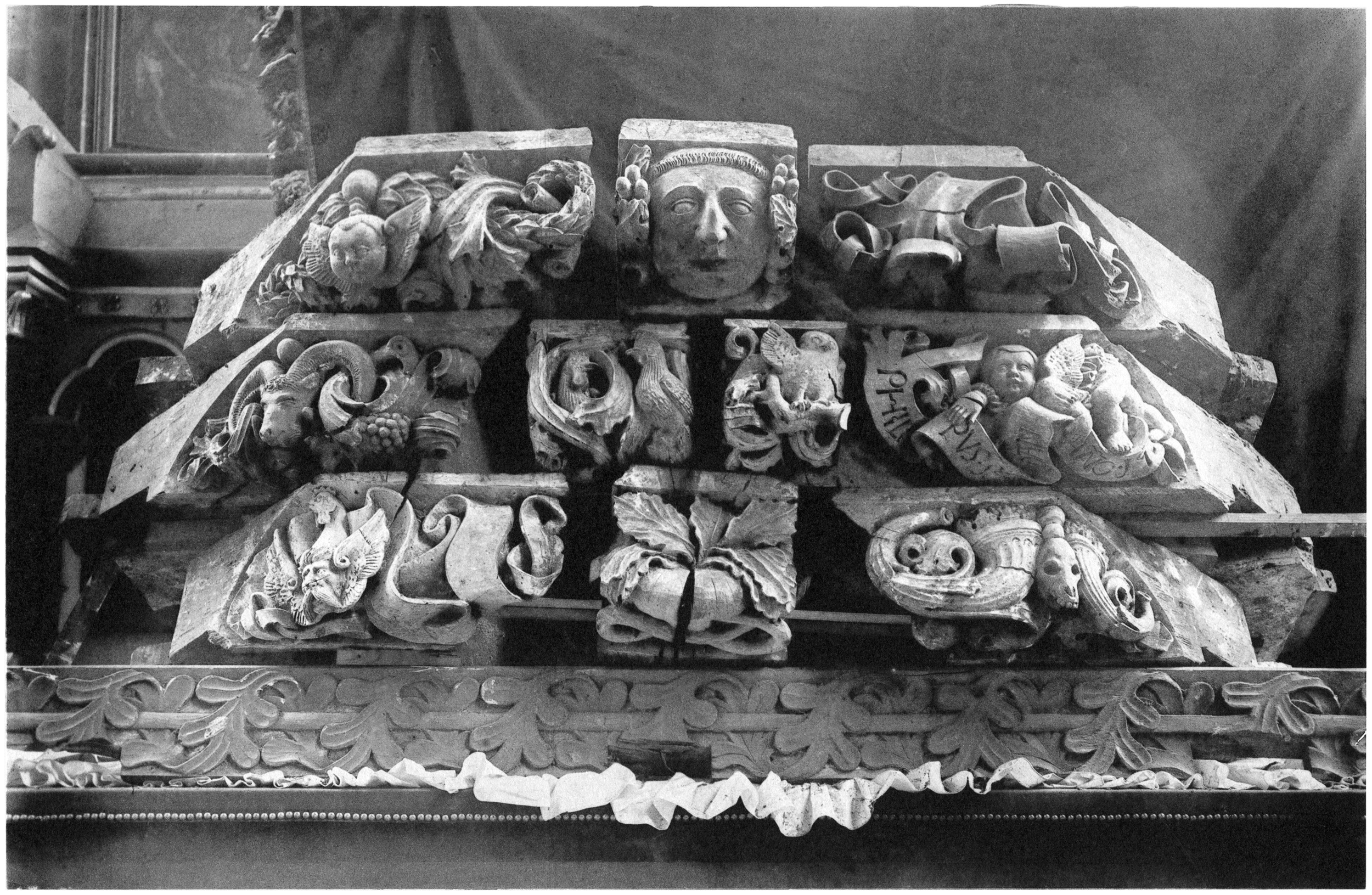
Balkenköpfe der Emporen der Frankenberger Marienkirche, 1527
(Fotografie von Ludwig Bickell, 1891)

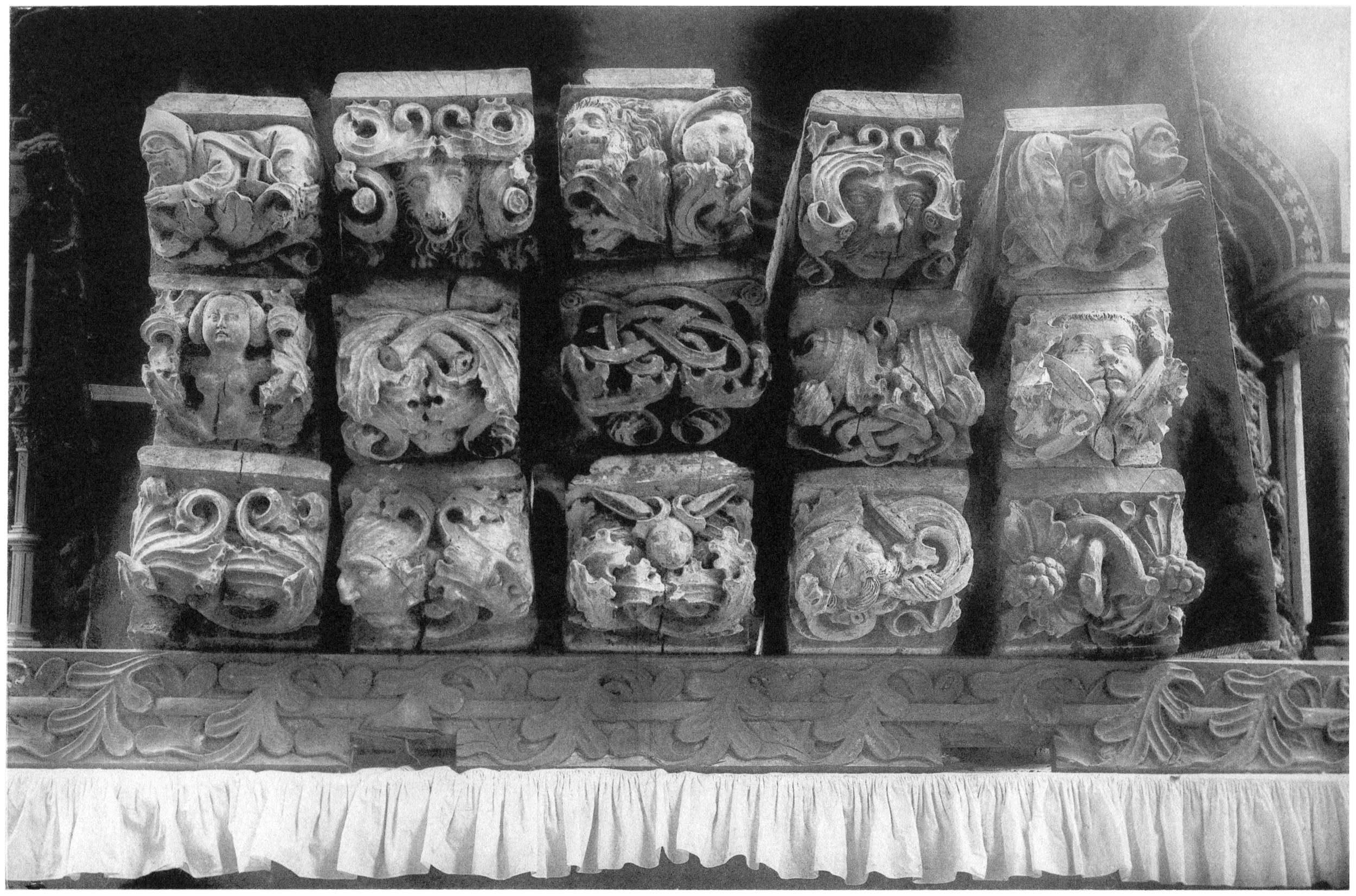
Balkenköpfe der Emporen der Frankenberger Marienkirche, 1527
(Fotografie von Ludwig Bickell, 1891)

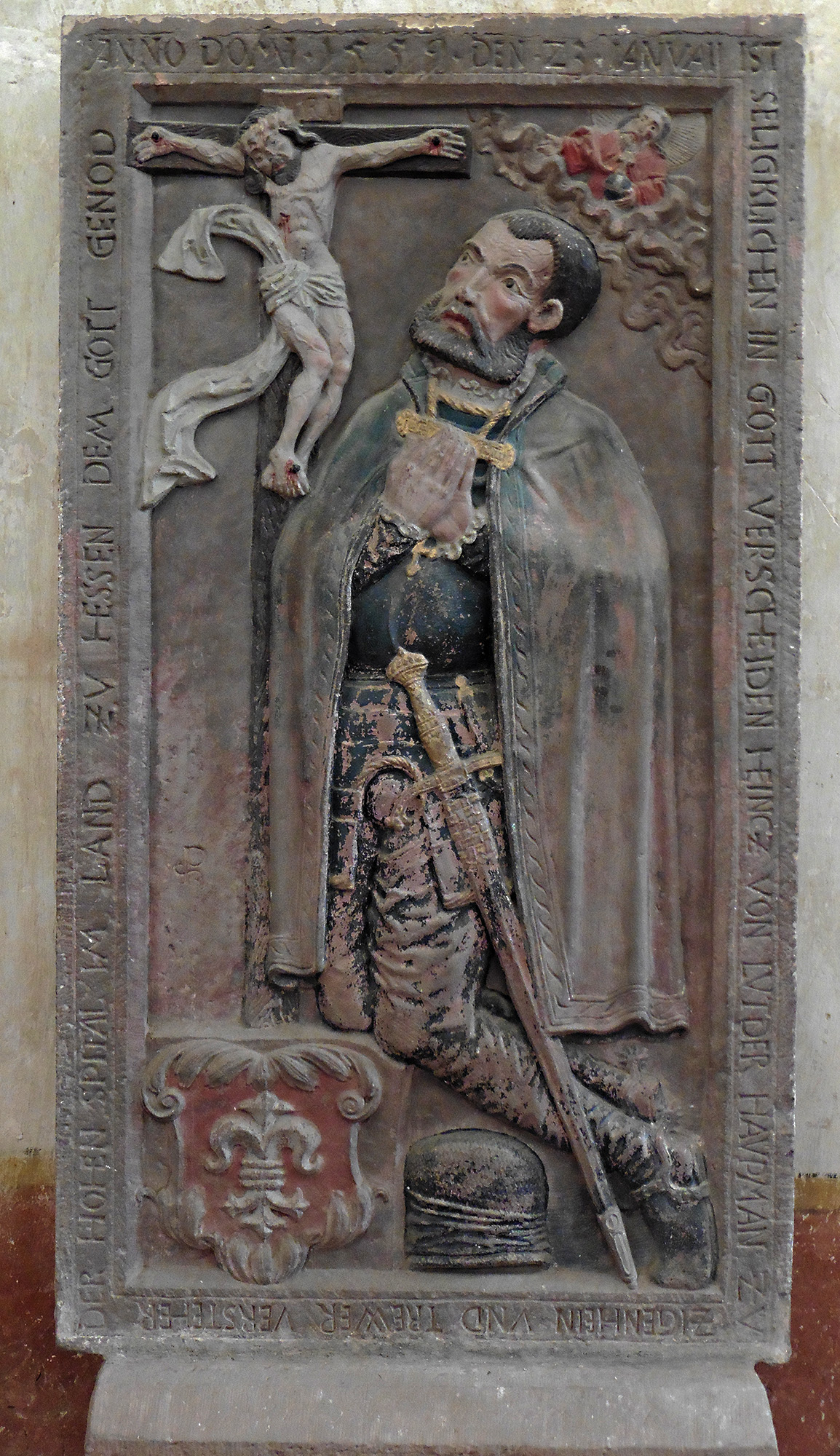
Epitaph Heinz von Lüder 1559 in Haina

- Frankenberger  Rathaus, je eine Figurengruppe an der Süd, Nord- und Westseite
- Archiv der Marienkirche 33 Balkenköpfe 1529
- Ratsherrenbank aus Frankenberg, 1562, Hessisches Landesmuseum Kassel
- Zwei Balkenkopfbänder, 1562, Hessisches Landesmuseum Kassel
- Balkenkopf aus Frankenberg, Museum des hessischen Geschichtsvereins Marburg an der Lahn
- Portal am Treppenturm im Hof, Marburger Schloss

### Stein
- Philippsstein in Kloster Haina, 1542
- Grabstein  Hauptmann Heinz von Lüder aus Ziegenhain, Vorsteher des Hospitals, in Kloster Haina, 1559
- Gedenkstein für Heinz von Lüder in  Kloster Merxhausen
- Gedenkstein für Spitalvogt Hermann Binzinger in  Kloster Merxhausen
- Portaltympanon am Treppenturm in Rauschenberg, 1566 (zugeschrieben)
- Wappen, Figürchen, Drachensteine, Bildnismedaillons am Aussenportal des Schlosses Rommershausen der Herren von Schwetzell in Rommershausen in Hessen, 1549
- Wappenstein der Familie  Rinck in Schloss Rommershausen, 1539
- Grabstein der Margaris mit dem Wappen der Familie Rinck in Rommershausen (zugeschrieben)
- Portalwappen an der Vorburg (zugeschrieben)
- Grabstein der Agnes von Görz (zugeschrieben)
- Dominikanerkirche Grabstein der Margret von Holzheim (zugeschrieben)
- Wappenstein und Ziegenbock über dem Portal des Schlosses Ziegenhain (zugeschrieben)
- Gedenkstein an der Schauseite des Schlosses Ziegenhain (zugeschrieben)
- Gedenktafel im Flur des Schlosses Ziegenhain (zugeschrieben)

### Bronze
- Grabmal der Landgräfin Christine von Hessen in der Martinskirche in Kassel 1550

### Malerei
- zwei Totenschilde, für Volpert von Dersch und seine Frau Maria von Breitenbach zu Breitenstein im Museum im Kloster (ehemals Kreisheimatmuseum) in der Philipp-Soldan-Stadt Frankenberg (Eder)

### Eisengüsse nach signierten Modeln
- Wien Altena
- Bingen am Rhein Martinskirche 1542
- Bordeaux Privatbesitz 1558
- Schloss Eisenbach in Hessen 1550 ?
- Gusseiserne Platten in Schloss Riede von 1574 (posthum ?)
- Gusseiserne Ofenplatte, Anbetung der Hlg. Drei Könige, Ausguss einer ca. um 1575 geschaffenen Form und deren Erweiterung um zwei Figuren von Soldans Schüler Heinrich Bunsen, Kunstgewerbemuseum Berlin, Inv. Nr. AE 310, zwischen 1930 und 1939 im Deutschen Museum Berlin (heute Nordflügel Pergamonmuseum) ausgestellt, seit 2007 im Kunstgewerbemuseum Schloss Köpenick
- Gusseiserne Ofenplatte, Heimkehr des verlorenen Sohnes, Hütten des Klosters Haina, um 1550, Historisches Museum Basel, Inv. Nr. 1930.137.

## Ausstellungen
- 2017–2018: Bibeln in Eisen – Biblische Motive auf Ofenplatten des 16. Jahrhunderts. Hessisches Landesmuseum Kassel, Kassel